# Afroneta
Afroneta é um gênero de aranhas da família Linyphiidae descrito em 1968.